# کارزار آفریقا
نبردهای آفریقای شمالی (نام دیگر:نبرد صحرا،پویش آفریقا) شامل نبردهایی در صحرای بزرگ آفریقا در لیبی ، مصر ، مراکش، الجزیره و تونس در جنگ جهانی دوم است.
درگیری‌های نظامی در آفریقای شمالی در جنگ جهانی دوم از ۱۰ ژوئن ۱۹۴۰ آغاز شد و تا ۱۳ ماه مه ۱۹۴۳(نزدیک به سه سال) ادامه پیدا کرد. این نبردها از دید راهبردی برای متفقین غربی و نیروهای محور دازای اهمیت بودند.
هدف نیروهای محور دسترسی به خاورمیانه بود تا به این ترتیب بتوانند میزان دسترسی خود را به نفت افزایش دهند و همچنین دست بریتانیا را از منابع مادی و انسانی امپراطوری‌اش در آسیا و آفریقا کوتاه کنند.
ضمن آنکه تصرف کانال فوق‌العاده استراتژیک سوئز می‌توانست خطوط تدارکاتی بریتانیا به آسیا و آفریقا و بالعکس را نابود کند. چرا که هیتلر از تصرف بریتانیا منصرف شده بود و قصد داشت از طریق حملات هوایی و قطع کردن خطوط تدارکاتی بریتانیا این کشور را از پا درآورد.
همچنین، بعد از شکست مصیبت بار در اروپای غربی در بهار ۱۹۴۰ (سقوط فرانسه، هلند، بلژیک و…)، نبرد آفریقای شمالی این فرصت را برای متفقین به وجود آورد تا جبهه‌ای جدید در مقابل محور بگشایند و همچنین پس از تهاجم آلمان‌ها به اتحاد جماهیر شوری در ژوئن ۱۹۴۱، فشار آلمان‌ها بر جبهه شرق را کاهش دهند.
نبرد آفریقای شمالی سه مرحله داشت: نبرد صحرای غرب (غرب مصر و شرق لیبی)، عملیات مشعل (الجزایر و مراکش) و نبرد تونس.
طی کل نبرد آفریقای شمالی، آلمانی‌ها و ایتالیایی‌ها متحمل ۶۲۰ هزار تلفات شدند، در حالی که کشورهای مشترک‌المنافع بریتانیایی ۲۲۰ هزار نفر از افراد خود را از دست دادند.
تعداد تلفات آمریکایی‌ها فقط در تونس بیش از ۱۸۵۰۰ نفر بود. پیروزی متفقین در آفریقای شمالی موجب نابودی ۹۰۰ هزار نفر از سربازان آلمان و ایتالیا شد، جبهه دیگری را علیه محور گشود و امکان حمله به سیسیل و خاک اصلی ایتالیا در تابستان ۱۹۴۳ را به وجود آورد و تهدید محور علیه میدان‌های نفتی خاورمیانه و خطوط تدارکاتی بریتانیا به آسیا و آفریقا را بر طرف کرد. این سلسله نبردها طی جنگ جهانی دوم از اهمیتی خاص برخوردار بود.

## وضعیت مصر، لیبی، تونس الجزایر و مراکش در آستانه جنگ
در ۱۹۴۰، هر یک از پنج کشور در امتداد ساحل آفریقای شمالی- مصر، لیبی، تونس، الجزایر و مراکش- مستعمره یا نیمه مستعمره یک قدرت اروپایی بودند. در ۱۹۱۴، بریتانیا مصر را رسماً کشور تحت‌الحمایه خود کرد. بریتانیا به رغم دادن استقلال ظاهری به مصر تحت حکومت سلطان فؤاد اول در ۱۹۲۲، کنترل سیاست خارجی و دفاع نظامی مصر را همچنان در اختیار داشت. بریتانیا همچنین سواحل کانال سوئز را به اشغال خود درآورد. تسلط بریتانیا بر مصر تحت پیمان ۱۹۳۶ بریتانیا - مصر از نو تثبیت شد.
در ۱۹۱۱، ایتالیا استان‌های سیرنایکا، تریپولیتانیا و فزان را از قلمرو ترک‌ها خارج کرد و در سال ۱۹۳۴ این مستعمره متحد را لیبی نامید.
در ۱۸۸۱، فرانسه به‌طور رسمی کشور تونس را تحت‌الحمایه خود کرد؛ حکمران تونسی تحت نظارت یک ژنرال فرانسوی ساکن تونس بود. مراکش که تحت حکومت یک سلطان بود، طبق پیمان «پیمان فیض» در ۱۹۱۲ تحت حمایت فرانسه درآمد و مانند تونس، یک ژنرال فرانسوی ساکن تونس، بر سلطان و دستگاه اداری او نظارت داشت. فرانسه فتح الجزایر را در سال ۱۸۳۰ آغاز کرد. تا سال ۱۹۴۰ (سال سقوط فرانسه)، الجزایر به‌طور رسمی قسمتی از فرانسه شده بود و یک فرماندار کل مستقیماً بر آن حکومت می‌کرد. با سقوط فرانسه و ایجاد حکومت ویشی در ۱۹۴۰، مستعمره‌های فرانسه در آفریقای شمالی تحت کنترل ویشی قرار گرفت.

## مرحله اول:نبرد صحرای غربی
نبرد در آفریقای شمالی هنگامی آغاز شد که در ۱۳ سپتامبر ۱۹۴۰ ارتش دهم ایتالیا به رهبری رودولفو گراتزیانی از پایگاه‌های خود در لیبی به نیروهای بریتانیایی در غرب مصر (که تعدادشان کمتر بود) حمله کرد چرا که موسولینی به هیتلر قول داده بود که مصر را تسخیر کند.
تشکیلات نامرتب فاشیست‌ها و نبودن روحیه قوی نزد سربازان آن‌ها بریتانیا را قادر ساخت که تا رسیدن قوای کمکی مقاومت نمایند.
ضد حمله موفقیت‌آمیز بریتانیا در ۹ دسامبر ۱۹۴۰ به رهبری ژنرال سر آرچیبالد واول آغاز شد و به شکست نیروهای ایتالیا در ۲۲ ژانویه ۱۹۴۱ در توبروک واقع در شرق لیبی انجامید.
هیتلر به موسولینی پیشنهاد کمک در شمال آفریقا را نمود که با استقبال موسولینی مواجه گردید.
در ۱۲ فوریه ۱۹۴۱، ژنرال آلمانی، اروین رومل وارد لیبی شد تا فرماندهی سربازانی را که برای تقویت متحدین ایتالیایی آلمان فرستاده شده بودند بر عهده گیرد. واحدهای آلمانی به سرعت گسترش یافته و به شکل یک سپاه درآمدند و به «سپاه آلمان در آفریقا» یا Deutsches Afrikakorps شهرت پیدا کردند.

## اروین رومل روباه صحرا
در ۲۴ مارس ۱۹۴۱، رومل حمله‌ای ترتیب داد و با دور زدن توبروک، در ۱۴ آوریل به مرز مصر رسید. در آنجا نیروهای بریتانیایی متخاصم و متحدان آلمانی- ایتالیایی تا نوامبر ۱۹۴۱ در بن‌بست قرار گرفتند.
ارتش هشتم بریتانیا (شامل سربازانی از انگلیس، استرالیا، هند، آفریقای جنوبی، نیوزلند و فرانسه آزاد) - که از نو سازمان یافته بود- با بهره‌گیری از تغییر مسیر منابع مادی و انسانی از آفریقای شمالی به جبهه شرق در اروپا در تابستان و پاییز، طی عملیات معروف به «جنگجوی صلیبی» به مواضع رومل حمله کرد. بریتانیایی‌ها بعد از شکست‌های زودهنگام، ارتش‌های محور را به لیبی عقب راندند، پادگان واقع در توبروک (طبرق) را آزاد کردند و رومل را مجبور کردند تا در ۶ ژانویه ۱۹۴۲ به العقیله (در مرز استان‌های لیبیایی سیرنایکا و تریپولیتانیا) عقب‌نشینی کند.
توانایی آلمانی‌ها در انتقال منابع به آفریقای شمالی بعد از تثبیت کردن جبهه شرقی در ژانویه ۱۹۴۲ و تغییر مسیر منابع بریتانیا برای مقابله با تهدید نیروهای ژاپنی در اقیانوس آرام بعد از ۷ دسامبر ۱۹۴۱، به رومل این امکان را داد تا حمله دیگری را در ۲۱ ژانویه آغاز کند. طی دو هفته، سربازان محور به الغزاله در غرب توبروک رسیدند.
در ۲۶ ماه مه ۱۹۴۲، سربازان آلمانی و ایتالیایی دست به حمله دیگری به نام «ونیزیا» زدند و توانستند توبروک را محاصره و نیروهای متفقین را به مرز مصر عقب برانند. در ۲۱ ژوئن، توبروک سقوط کرد و نیروهای رومل بریتانیایی‌ها را تا مصر دنبال کردند. هیتلر برای قدردانی از او به وی درجه فیلد مارشالی داد.
فیلد مارشال اروین رومل تنها رهبر نظامی در جنگ جهانی دوم بود که نه تنها ایدئال افراد زیر امرش بود بلکه شدیداً مورد ستایش دشمنانش نیز بود، وینستون چرچیل از او به عنوان ژنرالی بزرگ چنین یاد کرد: «تحرک و جرئت او در شمال آفریقا، فجایع هولناکی را بر ما وارد کرد.»
لیدل هارت از او به عنوان یک نابغه نظامی یاد کرد که در شمال آفریقا به عنوان قهرمانی برای سربازان ارتش بریتانیا که با او می‌جنگیدند درآمده بود. او اضافه می‌کند در طول قرن‌ها تاریخ جنگ در مقایسه با وی تنها ناپلئون چنین تأثیری بر روی وی داشته‌است.
لقب روباه صحرا که مبلغینش به وی داده بودند، نه به خاطر تحقیر، بلکه در ستایش زیرکی، سرعت عمل و قدرت تصمیم‌گیری آنی او بود. گزارش‌ها و شرح شجاعتهای حماسی رومل در جنگیدن، جهانی شده بود.
با وجود عقب‌نشینی‌های تاکتیکی که او گاهی انجام می‌داد، او ارتش هشتم متفقین را مداوم به سوی شرق عقب می‌راند. شهرت او چنان به اوج رسید که یک فرمانده بریتانیایی لازم دید به تا به سربازانش گوشزد نماید که: «رومل نه جادوگر است و نه یک سوپر من». در نبوغ نظامی و استثنایی بودن رومل همین بس که ژنرال مونتگومری فرمانده ارتش هشتم متفقین در مورد او گفته بود: «بزرگ‌ترین افتخار دوران نظامی بودنم این است که، هم‌رزم من مارشال رومل بود.»
در ژوئیه ۱۹۴۲، بریتانیایی‌ها نیروهای محور را در العلمین متوقف کردند. به رغم موفقیت بریتانیایی‌ها در متوقف کردن رومل، نخست‌وزیر بریتانیا، وینستون چرچیل فرماندهان نظامی ارشد خود در خاورمیانه را تغییر داد و ژنرال سر هارولد الکساندر را به عنوان فرمانده کل نیروهای بریتانیایی در خاورمیانه و سرتیپ سر برنارد ال. مونتگومری را به عنوان فرمانده ارتش هشتم منصوب کرد.
در ۳۰ اوت ۱۹۴۲، محور آخرین حمله خود در صحرای غرب را انجام دادند. در ۳ سپتامبر، بریتانیایی‌ها واحدهای محور را در نبرد علم الهلفا - درست در جنوب العالمین- متوقف کردند. مونتگومری بعد از جمع‌آوری سربازان و تجهیزات - از جمله تانک‌های جدید آمریکایی- در ۲۳ اکتبر ۱۹۴۲ به نیروهای رومل در العالمین حمله کرد. ده روز بعد، نیروهای محور مجبور به عقب‌نشینی شدند.
نبرد العلمین جایی است مسیر جنگ جهانی دوم بر می‌گردد متفقین از نیرویی مدافع به نیرویی مهاجم تبدیل می‌شوند. (در اصطلاح نظامی از حالت پدافند به آفند درآمدند)
البته باید گفت رومل فقط به خاطر ضعف تدارکاتی شکست خورد و نه ضعف تاکتیتکی و فرماندهی.
رومل به امید حفظ نیروهای رزمنده خود برای نبرد در یک موقعیت استراتژیک بهتر، به سرعت به لیبی عقب‌نشینی کرد و در ۲۳ ژانویه ۱۹۴۳ تریپولی پایتخت لیبی را ترک کرد و یک هفته بعد به مرز تونس رسید.

## مرحله دوم:عملیات مشعل
عملیات مشعل، نبرد نظامی الجزایر- مراکش، در ۸ نوامبر ۱۹۴۲ شروع شد و در ۱۱ نوامبر ۱۹۴۲ به پایان رسید.
نیروهای آمریکایی و بریتانیایی به فرماندهی ژنرال آمریکایی دوایت دی. آیزنهاور (رئیس‌جمهور آینده ایالات متحده آمریکا) در این نبرد شرکت کردند. سه گروه ضربت در سواحل نزدیک کازابلانکا واقع در کرانه اقیانوس اطلس در مراکش، در حوالی اوران در غرب الجزایر و همچنین نزدیک شهر الجزیره) بیش از ۲۵۰ مایل به سمت شرق الجزایر) فرود آمدند.
به رغم مقاومت اولیه نیروهای فرانسوی دولت ویشی، کودتایی که توسط نیروی مقاومت فرانسه در شهر الجزیره در ۸ نوامبر صورت گرفت، عملیات سپاه نوزدهم فرانسه را قبل از فرود متفقین خنثی کرد. ژنرال مارک کلارک، معاون آیزنهاور توانست دریاسالار ژان فرانسوا دارلان، نماینده ارشد دولت ویشی در آفریقای شمالی و ژنرال آلفونس ژوین، فرمانده نیروهای مسلح فرانسوی دولت ویشی در آفریقای شمالی را متقاعد کند تا به نیروهای فرانسوی دستور دهند تا در ۱۰–۱۱ نوامبر مقاومت مسلحانه خود را در اوران و مراکش متوقف کنند؛ و در ازای این همکاری، دارلان زمانی که نیروهای فرانسوی به متفقین در آفریقای شمالی ملحق شدند، به عنوان حاکم غیرنظامی فرانسوی آفریقای شمالی باقی‌ماند. البته این انتخاب با نارضایتی بریتانیا همراه بود چرا که دارلان فردی ضد بریتانیایی بود و آن‌ها وی را همدست آلمانی‌ها می‌دانستند.
ورود متفقین موجب اشغال مناطق غیر اشغالی فرانسه توسط آلمان و اعزام سریع سربازان آلمانی به تونس شد.
دریاسالار دارلان اعلام کرد چون مارشال پتن عملاً زندانی آلمانی‌ها است او خود شخصاً مسئولیت دولت فرانسه را به عهده می‌گیرد.
دولت ویشی فرانسه برای جلوگیری از تصرف ناوگان مدیترانه‌ای خود توسط آلمانی‌ها، در ۲۷ نوامبر ۱۹۴۲ آن را در بندرگاه‌های تولون غرق کرد. تا پایان نوامبر، متفقین از مرز تونس در شمال غربی گذشته بودند.

## مرحله سوم:نبرد تونس
نبرد تونس با ورود آبی- خاکی متفقین به حوالی اسفاکس در شرق تونس در ژانویه ۱۹۴۳ و همچنین با حمله به مواضع آلمانی‌ها در گافسا در غرب مرکز تونس در ۱۷ مارس ۱۹۴۳ آغاز شد. در ۴ فوریه ۱۹۴۳، ارتش هشتم بریتانیا از مرز لیبی گذشت و وارد تونس شد.
ژنرال آلمانی، اروین رومل که از سوی نیروهای مشترک‌المنافع بریتانیا و ایالات متحده تحت فشار بود و ارتباطش نیز با پایگاه‌های تدارکاتی خود قطع شده بود، سعی داشت با عملیات تدافعی مانع پیشرفت متفقین شود.
در ۱۸ فوریه، نیروهای آلمانی و ایتالیایی توانستند سپاه دوم ایالات متحده را در گذرگاه کاسرین شکست دهند، اما نیروهای محور از نظر تعداد و تجهیزات بسیار کمتر بودند. متفقین آهسته اما پیوسته پیشروی کردند و نیروهای محور را در امتداد مرکزی شمال سواحل تونس محاصره کنند.
در ۷ ماه مه ۱۹۴۳، لشکر هفتم زرهی بریتانیا، شهر تونس -پایتخت کشور تونس- را محاصره کرد و سپاه دوم ارتش ایالات متحده، شهر بیزرت را که آخرین بندرگاه تحت اشغال محور بود تصرف کرد. شش روز بعد، در ۱۳ ماه مه ۱۹۴۳، نیروهای محور در آفریقای شمالی پس از تحمل ۴۰٬۰۰۰ تلفات- آن هم فقط در تونس - تسلیم شدند؛ ۲۶۷ هزار سرباز آلمانی و ایتالیایی به اسارت درآمدند.
آلمانی‌ها و ایتالیایی‌ها در طول کل نبرد آفریقای شمالی متحمل ۶۲۰ هزار تلفات شدند، در حالی که کشورهای مشترک‌المنافع ۲۲۰ هزار نفر از افراد خود را از دست دادند. تعداد تلفات آمریکایی‌ها فقط بعد از جنگ در تونس به بیش از ۱۸۵۰۰ نفر رسید.

## نتیجه‌گیری

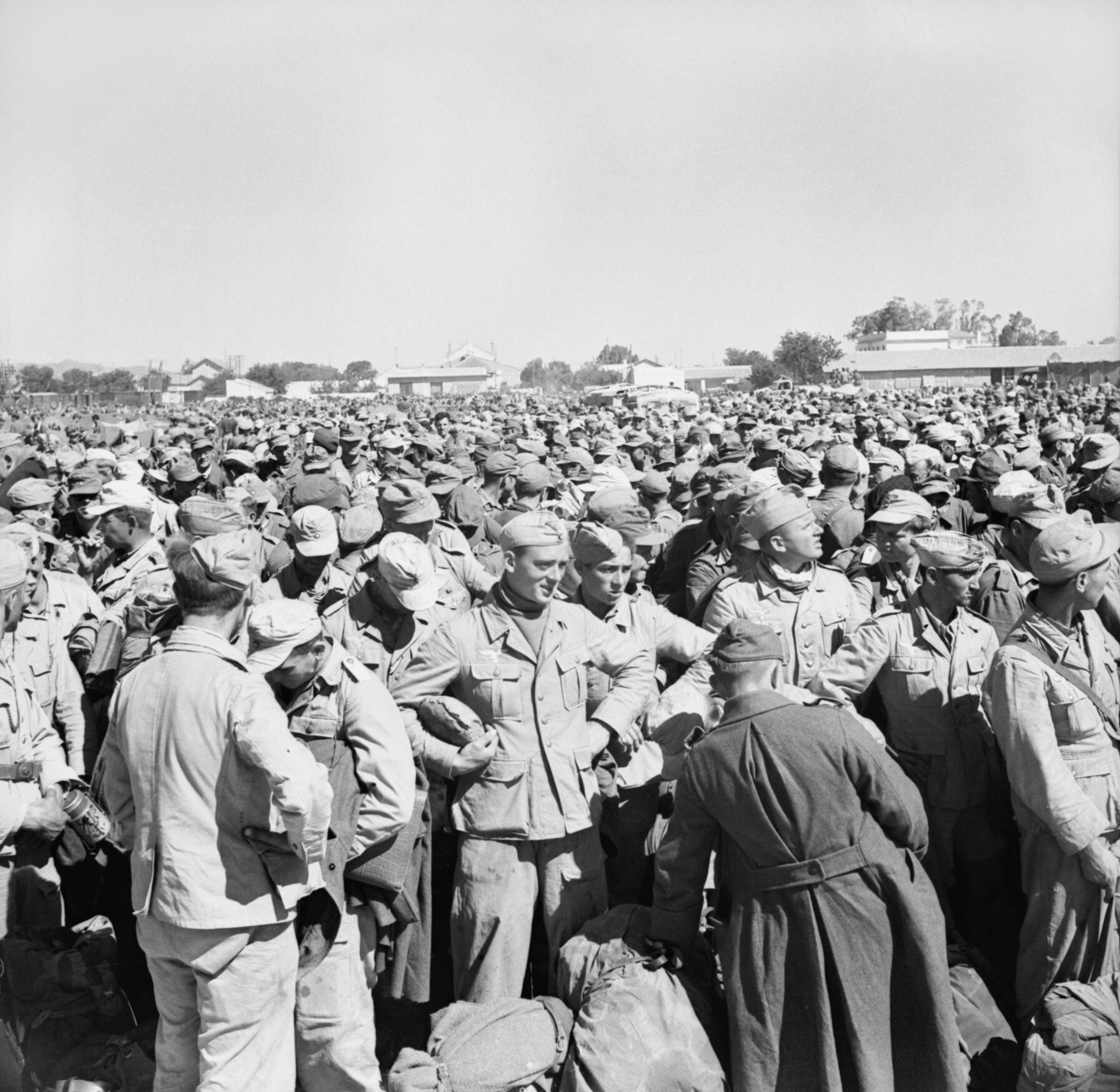
عقب نشینی محور و مبارزات تونس در سال 1942 - 1943: ده ها اسیر آلمانی و ایتالیایی در اردوگاه اسیران جنگی گرومالیا پس از سقوط تونس.

پیروزی نیروهای متفقین در آفریقای شمالی که موجب نابودی یا خنثی کردن توان نظامی حدود ۹۰۰ هزار سرباز آلمانی و ایتالیایی شد، جبهه دیگری علیه محور گشود، امکان حمله به سیسیل و خاک اصلی ایتالیا در تابستان سال ۱۹۴۳ را فراهم کرد و همچنین، به تهدید محور علیه میدان‌های نفتی خاورمیانه و خطوط تدارکاتی بریتانیا به آسیا و آفریقا پایان داد.
این عملیات در طول جنگ جهانی دوم از اهمیت خاصی برخوردار بود.